# Creuer Muzio Attendolo
El Muzio Attendolo va ser un creuer lleuger de classe Condottieri del tipus Raimondo Montecuccoli de la Regia Marina italiana que va lluitar a la Segona Guerra Mundial. Va ser enfonsat a Nàpols pels bombarders de les Forces Aèries de l'Exèrcit dels Estats Units (USAAF) el 4 de desembre de 1942. Encara que es va rescatar després de la guerra, va ser danyat irreparablement i va ser desballestat. Va ser nomenat en honor al líder del segle xv Muzio Attendolo conegut com Sforza.

## Carrera
Se li va posar la quilla el 1931 als Cantieri Riuniti dell'Adriatico de Trieste, avarat el 1934 i va entrar en servei el 1935.
Completat el 1935, aquest vaixell va servir al Mediterrani. El 1936, sota el comandament del capità Manlio Tarantini, va ser enviada a Espanya per protegir els ciutadans italians després de l'esclat de la Guerra Civil Espanyola.
Durant la Segona Guerra Mundial va servir en les següents accions:
- Batalla de Punto Stilo
- Operació Alabarda

Durant la Segona Guerra Mundial , Equipat amb hidroavions IMAM Ro.43, va participar en la batalla de Punta Stilo el 9 de juliol de 1940 i va formar part de l'escorta del comboi M.42 que va culminar amb la no concloent primera batalla de Sirte el 17 de desembre de 1941. Després va ser utilitzat per escortar combois entre Nàpols i Bengasi o cap a Albània
Enviat com a part de l'atac italià previst a l'operació britànica Pedestal l'agost de 1942, la divisió de creuers italiana a la qual els alemanys van negar la cobertura aèria es va retirar. En passar per l'àrea de patrulla de dos submarins britànics, el Muzio Attendolo va ser torpedinat per l'HMS Unbroken a primera hora del matí del 13 d'agost. Va perdre tot el casc de davant la primera torreta, però la mampara transversal va resistir prou com per salvar-la de les inundacions, i la pèrdua de la part danyada va alleugerir el mateix vaixell. Va ser remolcada fins a Messina i Nàpols i la seva major part es va reparar en 3 mesos. El creuer Bolzano, també torpedinat per l'Unbroken al mateix temps, havia estat colpejat al mig del vaixell i no va ser reparat per manca de recursos.

### Bombardeig del dia de Santa Bàrbara
El Muzio Attendolo va formar part almenys teòricament de la 7a divisió naval, juntament amb altres dos creuers Condottieri, l'Eugenio di Savoia i Raimondo Montecuccoli. Però el veritable dissuasiu formidable va ser el 1r Esquadró, amb els tres cuirassats de la classe Littorio. Tot això podria haver estat eficaç amb la guerra naval clàssica, però el poder aeri aviat va canviar les coses dràsticament, com es va demostrar a la batalla de Tàrent i els atacs al port de Nàpols (1940–41).
A finals de desembre, els bombarders pesats Consolidated B-24 Liberator van augmentar la seva activitat sobre Nàpols, que s'havia convertit en la base naval més important dels italians. Tàrent s'havia tornat massa perillós per albergar vaixells importants, però Nàpols encara es trobava a l'abast dels bombarders Liberator estatunidencs i dels Vickers Wellington britànics. El 4 de desembre de 1942 (dia de Santa Bàrbara), 20 B-24 de la USAAF dels 98è i 376è Grups de Bombardeig, amb base a Egipte i armats amb bombes de 500 i 1000 lliures des de 6.200 m (20.300 peus), van volar fins a Nàpols desapercebuts. Confosos amb una formació de transports Junkers Ju 52, i volant aparentment des del Vesuvi, ja estaven sobre el port abans que les defenses antiaèries obrissin foc a les 16.40.
Venint des del terreny més alt al voltant del Vesuvi, els pilots havien subestimat el temps que necessitarien per detectar, identificar i apuntar als vaixells enemics més importants abans de fer les correccions de rumb que tinguessin com a resultat l'èxit dels seus objectius principals. Les estructures terrestres i altres característiques topogràfiques, des d'aquesta direcció, també van servir per desordenar i confondre els pilots i els seus bombarders mentre intentaven escollir ràpidament els objectius enemics més importants al port que s'acostava ràpidament. La direcció i el desordre de fons afegit també poden haver servit per confondre i alentir el temps de reacció de les tripulacions de defensa antiaèria que també van tenir poc temps per identificar i apuntar als bombarders entrants i va provocar que aquestes bateries només obrin foc un cop els B-24. estaven a sobre d'ells. Els B-24 havien esperat trobar i colpejar cuirassats italians al port. Tanmateix, la direcció de l'atac aeri havia deixat els B-24 fora de posició per a un bombardeig sobre ells. Tot i que la trajectòria de vol actual dels B-24 no es va poder modificar prou per atacar eficaçment els cuirassats, hi havia altres vaixells importants al port que eren més vulnerables, menys ben defensats i dins de la trajectòria de vol actual dels bombarders. Per tant, les tripulacions dels B-24 van posar la mira i van fer els seus bombardejos als creuers de la 7a Divisió.
Una bomba gairebé va enfonsar l'Eugenio di Savoia , però encara va causar danys moderats al casc de popa , deixant 17 morts i 46 ferits. Es calcula que els treballs de reparació d'aquest "quasi accident" trigarien 40 dies. El Raimondo Montecuccoli va ser colpejat al mig del vaixell per una bomba just dins de l'embut. Tot i que l'embut es va reduir a un cràter fumejant, la reixa blindada era suficient per protegir la maquinària vital que hi havia a sota. Tot i que el Raimondo Montecuccoli podria haver patit danys catastròfics si la bomba hagués pogut penetrar més i en compartiments més vitals; la seva tripulació encara va patir 44 morts i 36 ferits; i els danys al seu embut i a les estructures de suport van ser suficients perquè necessitaria set mesos de reparació, abans de tornar al servei actiu. El Muzio Attendolo va ser colpejat al mig del vaixell per una o possiblement dues bombes, entre la torre 3 i part de la seva superestructura, tallant-li l'energia principal i efectivament el va treure de la lluita.
L'atac del B-24 va durar aproximadament una hora i va acabar cap a les 17:28. Dels tres creuers danyats, el Muzio Attendolo havia patit el pitjor. L'atac aeri havia deixat el Muzio Attendolo sense electricitat, danys per sota de la línia de flotació, inundacions i incendis ferotges a popa. Finalment, els focs s'havien extingit quan es va sonar una altra alarma d'atac aeri a les 21:17, enviant els equips de reparació i les embarcacions a buscar cobertura dels atacs aeris de la segona onada prevista. El segon atac aeri imminent seria una falsa alarma, i el personal de reparació i els vaixells que assistien el Muzio Attendolono tornaria a ajudar-lo fins més d'una hora després. Durant aquest temps, el vaixell paralitzat havia rodat gairebé 180 graus i es va instal·lar al fons als seus amarradors cap a les 22:19. Es creu que els tres creuers lleugers havien patit junts almenys 188 morts (es desconeix el nombre total) i 86 ferits. Un mariner va ser mort al Littorio, i també van morir entre 150 i 250 civils. Els principals vaixells van ser traslladats ràpidament a La Spezia.
L'Attendolo encara es considerava reparable amb una estimació de 10 a 12 mesos, però a causa dels esdeveniments precipitants les operacions de salvament no van començar abans de l'armistici italià amb els Aliats. El vaixell va ser utilitzat com a moll amb l'ocupació aliada; un cop acabada la guerra, atès que les estructures del vaixell encara es trobaven en bon estat, es va plantejar la possibilitat de salvar-lo i transformar-lo en un creuer antiaeri (per ser inclòs a la Marina en el lloc de l'antic creuer Luigi Cadorna), però la manca de mitjans econòmics i la por que la Comissió Aliada s'oposés a la proposta, va fer que el Muzio Attendolo fos recuperat i desballestat.

## Comandants durant la guerra
- Capità del vaixell Federico Martinengo - del 29 de maig de 1938 al 9 de desembre de 1940;
- Capità del vaixell Giorgio Conti - del 10 de desembre de 1940 a l'1 d'agost de 1941;
- Capità del vaixell Mario Schiavuta (+) - del 2 d'agost de 1941 al 4 de desembre de 1942.